# Cosâmbești
Cosâmbești – wieś w Rumunii, w okręgu Jałomica, w gminie Cosâmbești. W 2011 roku liczyła 976 mieszkańców.